# Marco Campanella (Koch)
Marco Campanella (* 1992 am Bodensee) ist ein deutscher Koch.

## Werdegang
Campanella entstammt einer italienischen Gastronomenfamilie, die am Bodensee 32 Jahre ein italienisches Restaurant betrieb. Obwohl ihm sein Vater vom Kochberuf abriet, lernte er in einem schwäbischen Restaurant.
Zu weiteren Lehrern zählt er Martin Dalsass. Er kochte bei Rolf Fliegauf und als Chef de Partie bei Andreas Caminada auf Schloss Schauenstein (drei Michelinsterne). Nach zwei Saisons für Caminada wurde er Souschef in dessen Lokal Igniv in St. Moritz.
Seit Sommer 2018 ist er Küchenchef im Restaurant La Brezza in Ascona im Hotel Eden Roc, das zur Tschuggen Collection gehört. 2020 gab es im Winter die Eröffnung des La Brezza im Tschuggen Grand Hotel in Arosa, das 2022 mit zwei Michelinsternen ausgezeichnet wurde. 2020 bildete er sich beim veganen Koch Andreas Krolik fort.

## Auszeichnungen
- 2019: Entdeckung des Jahres im Tessin, Gault-Millau[9]
- 2020: Hotelkoch des Jahres, Bilanz Hotelranking[10]
- 2022: Zwei Michelinsterne für das La Brezza in Ascona und Arosa[7]
- Aufsteiger des Jahres, Tessin Gault-Millau 18 Punkte[11]
- Koch des Jahres 2025, Gault-Millau Schweiz[12]